# Tavagnasco
Tavagnasco is een gemeente in de Italiaanse provincie Turijn (regio Piëmont) en telt 832 inwoners (31-12-2004). De oppervlakte bedraagt 8,6 km², de bevolkingsdichtheid is 97 inwoners per km².

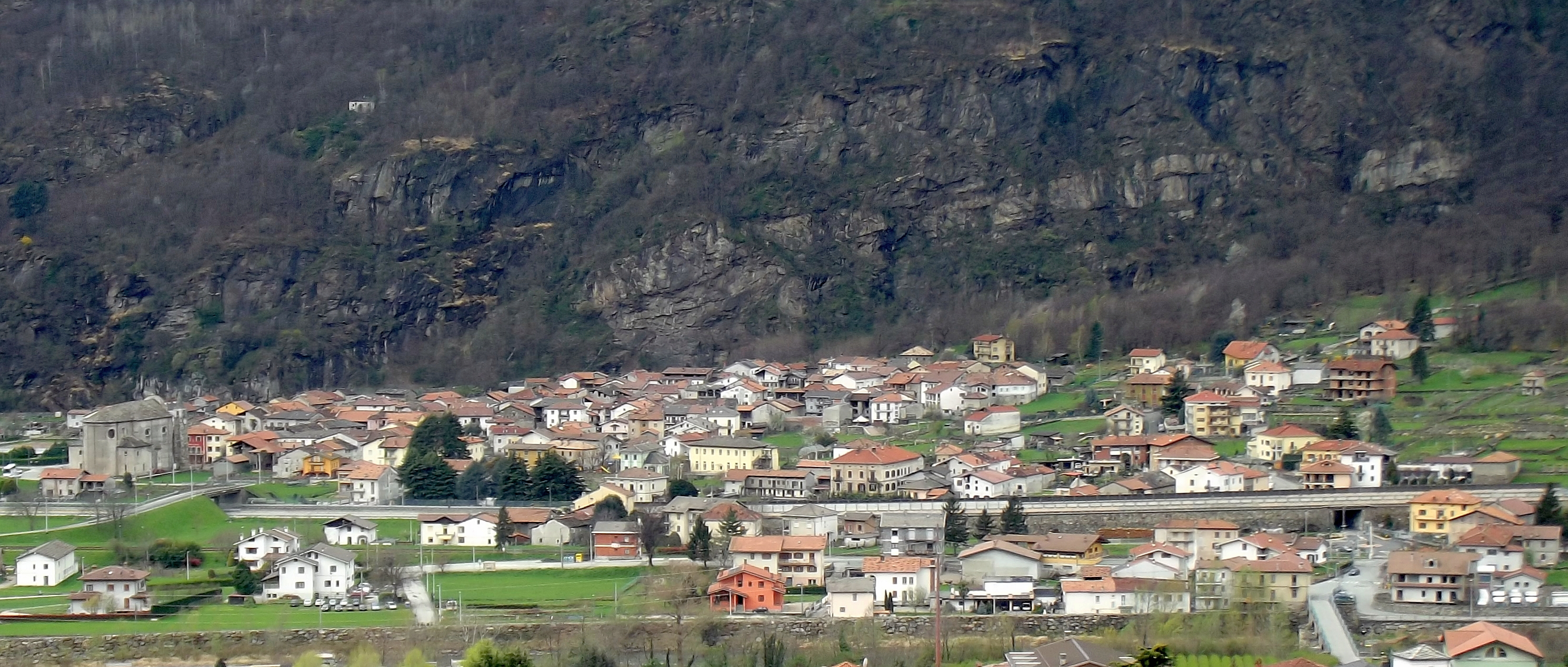
Tavagnasco
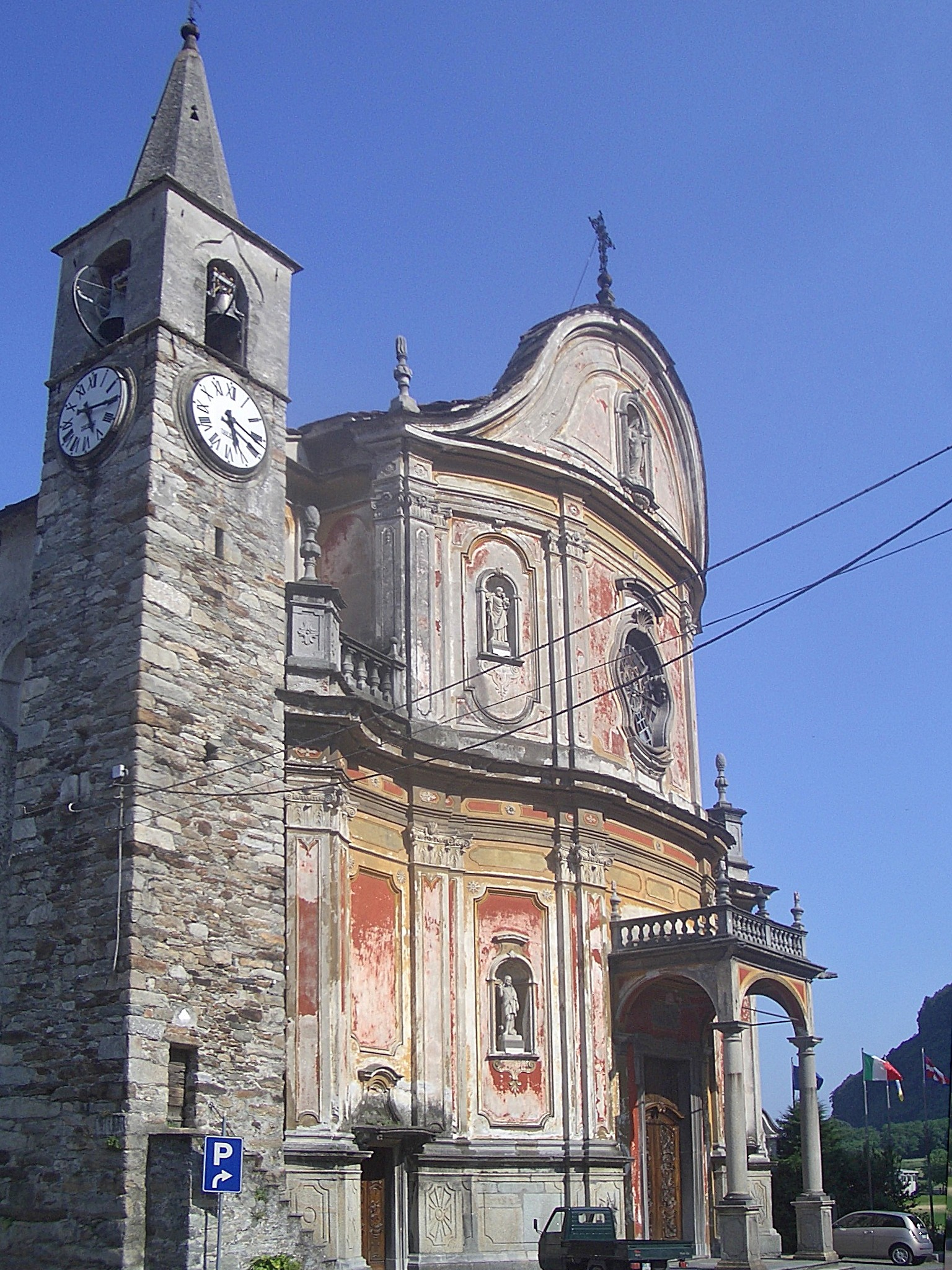
Parochiekerk van Tavagnasco

## Demografie
Tavagnasco telt ongeveer 368 huishoudens. Het aantal inwoners daalde in de periode 1991-2001 met 2,7% volgens cijfers uit de tienjaarlijkse volkstellingen van ISTAT.
| Jaar | Inwoneraantal |
| ---- | ------------- |
| 1991 | 843           |
| 2001 | 820           |

## Geografie
De gemeente ligt op ongeveer 270 m boven zeeniveau.
Tavagnasco grenst aan de volgende gemeenten: Settimo Vittone, Quincinetto, Traversella, Brosso, Quassolo.
1. ↑  https://demo.istat.it/?l=it.